# Knudsgilde (Schleswig)
Die Knudsgilde in Schleswig wurde im 12. Jahrhundert von Fernhändlern zu Ehren des letzten Jarls von Schleswig Knud Lavard gegründet. Nach Gründung der ersten Gilde in Schleswig entstanden weitere Knudsgilden im dänischen und skandinavischen Raum. Die Knudsgilden erinnerten in Struktur ihrer an die deutsche Hanse, mit der sie zeitweise konkurrierten.

## Geschichte
Im 12. Jahrhundert war Schleswig eine blühende Handelsstadt. Das nördlicher gelegene Flensburg befand sich noch in seiner Gründungsphase. Unter Eid schworen die Gildenbrüder bei Krankheit und Not sich beizustehen. Der geschworene Beistand konnte auch zu Blutrache führen. Auch Knud Lavard (1096; † 1131) war Mitglied in der nach ihm benannten Knudsgilde, in der sich die Schleswiger Kaufmannschaft in Form einer Gilde organisiert hatte. Nach dem Meuchelmord an Knud Lavard durch dessen Vetter Magnus, dem Sohn des dänischen Königs Niels im Jahre 1131, rächten die Schleswiger sich. Sie töteten drei Jahre später den nach der Schlacht bei Fodevig nach Schleswig geflohenen König Niels.
Die Schleswiger Knudsgilde übte einen starken Einfluss auf die Schleswiger Stadtgeschichte aus. Schleswig wurde zeitweise von der Gilde regiert. Schleswigs Knudsgilde ließ in der Zeit von Knuth Lavard in Schleswig einen Rat einrichten, der zunächst aus vier Ältermännern bestand, für jeden Teil des Ortes einen. Später ernannte und entließ der Ältermann der Knudsgilde Ratsmänner des Rates. Möglicherweise waren um 1170 die Schleswiger Knudsbrüder auch an der Gründung der Siedlung Sankt Marien an der Flensburger Förde beteiligt, die sich zum Bestandteil der Flensburger Kernstadt. Ungefähr zu dieser Zeit entstand der Flensburger Ableger der Knudsgilde. Die Satzung der Gemeinschaft, die um 1200 in altdänischer Sprache aufgezeichnet wurde, ist noch heute in Flensburg erhalten.
Der Standort einer über die Jahrhunderte fortgeführten Einung ist in Schleswig nur punktuell nachweisbar. Kriege und anderweitige Bünde und Verflechtungen haben die Kontinuität gestört. Zu Zeiten der Reformation verloren die meisten Knudsgilden an Bedeutung und lösten sich schließlich auf. Die Schleswiger Gilde dürfte sich damals ebenfalls aufgelöst haben.

## Schützengilde
Heute existiert in Schleswig eine Gilde, die sich den Namen „Altstädter Sankt Knudsgilde von 1449“ gab. Zugängliche Archivdokumente zeigen keine Verbindung zwischen der Altstädter St. Knudsgilde und der neuen Flensburger Knudsgilde. Die Altstädter St. Knudsgilde fand erstmals im Jahr 1449 Erwähnung, damals hieß sie aber noch „Papagoyengilde“. Die Schützengilde richtete damals wie noch heute Schützenwettbewerbe aus, die Papageienschiessen genannt werden. In der Stadt Schleswig findet in jedem Jahr ein viertägiges Schützenfest statt. Es wird im Wechsel durch die Altstädter St. Knudsgilde, die Friedrichsberger Schützengilde und die Lollfußer Schützengilde ausgerichtet. Die jeweiligen Schwestergilden beteiligen sich an den Feierlichkeiten. Einnahmen erzielt die Altstädter St. Knudsgilde aus ihren verpachteten Erbgrundstücken, im Bereich der Gildestraße und des Schützenredders, im Nordwesten der Stadt Schleswig. Überschüsse spendet die Gilde anderen Vereinen in der Region.